# Masakra konwoju medycznego Hadassa
Masakra konwoju medycznego Hadassa miała miejsce w dniu 13 kwietnia 1948 roku, kiedy arabskie siły napadły na żydowski konwój, jadący z zaopatrzeniem i personelem medycznym do Szpitala Hadassa na Górze Skopus w Jerozolimie. W trakcie ataku zginęło 79 osób, w tym lekarze, pielęgniarki, pacjenci i pracownicy naukowi. Arabowie twierdzili, że był to odwet za masakrę w Dajr Jasin. Do zdarzenia tego doszło podczas wojny domowej w Mandacie Palestyny.

## Tło historyczne
Uchwalona 29 listopada 1947 roku Rezolucja Zgromadzenia Ogólnego ONZ nr 181 zakładała, że na terenie byłego Mandatu Palestyny miały powstać dwa państwa (żydowskie i arabskie) oraz mała międzynarodowa strefa obejmująca Jerozolimę i Betlejem. Strefa międzynarodowa miała pozostawać poza granicami obu państw i być zarządzana przez Narody Zjednoczone, które stawały się gwarantem bezpieczeństwa wszystkich świętych miejsc chrześcijaństwa, islamu i judaizmu w obu miastach. Społeczność żydowska zaakceptowała plan podziału Palestyny, jednak Arabowie odrzucili go i dzień później doprowadzili do wybuchu wojny domowej w Mandacie Palestyny. Region Jerozolimy stanowił najsilniejszy punkt sporny. Egzystencja społeczności żydowskiej w Jerozolimie była uzależniona od płynności dostaw z nadmorskiej równiny Szaron i miasta Tel Awiw. Utrzymanie tej komunikacji było dla jerozolimskich Żydów sprawą życia i śmierci. W opinii izraelskiego dziennikarza Amosa Elona: „Dla wszystkich było jasnym, że bitwa o Jerozolimę nie zostanie rozstrzygnięta na Starym Mieście, ale na wąskim pasie asfaltu, który łączy Jerozolimę z Tel Awiwem. Ta droga decydowała o życiu miasta i bez niej nie było szans na przetrwanie”.
Góra Skopus jest położona we Wschodniej Jerozolimie. Znajdował się na niej Szpital Hadassa oraz Uniwersytet Hebrajski. Wzniesienie to było otoczone arabskimi osiedlami - od północy Al-Issawija i Wzgórze Francuskie, na zachodzie Giwat ha-Miwtar, Ma’alot Dafna i Asz-Szajch Dżarrah, na południu Wadi al-Dżauz i At-Tur, na wschodzie wieś As-Zaajem. Droga prowadząca do kampusu uniwersyteckiego prowadziła wąskimi arabskimi uliczkami dzielnicy Szajch Dżarrah. Z łatwością można było drogę zablokować i dokonać grabieży przewożonych towarów. Już na samym początku wojny, w grudniu 1947 roku siły arabskie przecięły tę drogę, odcinając Górę Skopus od żydowskiej Zachodniej Jerozolimy. W ten sposób, góra stała się izolowaną żydowską enklawą. Obszar góry miał bardzo ważne znaczenie strategiczne, ponieważ znajdując się głęboko poza liniami arabskimi, umożliwiała żydowskiej organizacji paramilitarnej Hagana przeprowadzanie ataków dywersyjnych na tyłach przeciwnika. Z tego powodu, Hagana ufortyfikowała wzniesienie, wykorzystując je jako swoją bazę i wysuniętą placówkę. W dniu 26 lutego 1948 roku wyprowadzono stąd atak na sąsiednie osiedle Wadi al-Dżauz. Pomimo to, przez cały czas utrzymywał się stan silnego zagrożenia enklawy. W dniu 2 marca 1948 roku operator Szpitala Hadassa odebrał telefon od arabskiego rozmówcy, który ostrzegał, że w ciągu 90 minut szpital zostanie wysadzony. Do eksplozji nie doszło, ale dla strony żydowskiej stały się jasne intencje Arabów. Na konferencji prasowej w dniu 17 marca, dowódca sił arabskich w Jerozolimie, Abd al-Kadir al-Husajni zagroził zdobyciem i zniszczeniem Szpitala Hadassa i Uniwersytetu Hebrajskiego. Oświadczył on: „Ponieważ Żydzi atakują nas i wysadzają domy z kobietami i dziećmi, korzystając z baz w Szpitalu Hadassa i Uniwersytecie Hebrajskim, wydałem rozkaz zajęcia, a nawet zburzenia ich”.
W międzyczasie, żydowska Hagana wdrożyła w życie Plan Dalet, a pierwszymi podjętymi działaniami była rozpoczęta 5 kwietnia 1948 roku operacji Nachszon. Jej ważną częścią okazała się bitwa o al-Kastal, w której to wiosce w dniu 8 kwietnia zginął Abd al-Kadir al-Husajni. Jego śmierć zdezorganizowała szeregi Armii Świętej Wojny. Działające odrębnie siły Irgunu i Lechi zajęły 9 kwietnia wieś Dajr Jasin. Doszło wówczas do masakry w Dajr Jasin, w której zginęło 107 Arabów. Oficjalnie władze żydowskie odcięły się od tego zdarzenia, a Dawid Ben Gurion publicznie obarczył Menachema Begina odpowiedzialnością za masakrę. Agencja Żydowska wysłała telegram kondolencyjny do króla Transjordanii Abdullaha I. Zdarzenie nazwano w nim jako „brutalne i barbarzyńskie, które jest niezgodne z duchem narodu żydowskiego, jego tradycją i dziedzictwem kulturowym”. Pomimo to, Żydzi świadomie wykorzystali psychologiczne efekty masakry, rozpuszczając plotki na jej temat. Zastraszały one i demoralizowały społeczność arabską, która coraz bardziej bała się kolejnych masakr i pogromów. Takie przesadzone pogłoski przyczyniły się do wybuchu paniki wśród palestyńskich Arabów, a w konsekwencji ucieczki znacznej ich części z Palestyny. W rezultacie, w następnych dniach siły uderzeniowe Palmach zdobyły szereg okolicznych wsi, których mieszkańców wysiedlono. Do podobnej sytuacji doszło bardziej na północy, gdzie w trakcie bitwy o Miszmar ha-Emek (4-14 kwietnia 1948 r.) porażkę poniosła Arabska Armia Wyzwoleńcza, a siły żydowskie zajęły dziewięć arabskich wiosek .
Równoczesna śmierć al-Husajniego w bitwie o al-Kastal, porażki w operacji Nachszon, oraz niepowodzenia w bitwie o Miszmar ha-Emek, spowodowały dezorientację i zamieszanie w arabskich oddziałach. Do tego doszła walka o wpływy pomiędzy przywódcami arabskimi. Nowym dowódcą sił Armii Świętej Wojny został Hasan Salama. Równocześnie dowódcą sił w rejonie Jerozolimy został iracki pułkownik Fadel Raszid. Znalazł on pełną akceptację ze strony Wielkiego Mufti Jerozolimy Al-Hadżdż Muhammad Amin al-Husajniego. Tymczasem transjordański król Abdullah I mianował dowódcę Arabskiej Armii Wyzwoleńczej, Fauzi al-Kawukdżiego na komendanta Jerozolimy. Obaj dowódcy rywalizowali ze sobą, byli jednak zgodni co do tego, że muszą zreorganizować swoje siły. Pilnie potrzebowali oni jakiegoś sukcesu, aby odbudować morale swoich ludzi. Izolowana enklawa Góry Skopus i jeżdżące do niej konwoje, wydawała się dogodnym celem ataku. Na porządku dziennym były przypadki ostrzelania pojazdów poruszających się po drodze do Góry Skopus. Pod amerykańską presją, brytyjski Minister Kolonii Arthur Creech Jones i Wysoki Komisarz Palestyny Alan Cunningham udzielili stronie żydowskiej gwarancji, że konwoje z zaopatrzeniem będą chronione przez brytyjskich żołnierzy. Obietnicę tę złożono ze względu na kulturowe znaczenie instytucji działających na górze. Międzynarodowy Komitet Czerwonego Krzyża złożył propozycję, aby Szpital Hadassa funkcjonował pod jego flagą. Postawił przy tym warunek, że obszar Góry Skopus musi być strefą zdemilitaryzowaną, na co strona żydowska nie wyraziła zgody. Żydzi zdawali sobie przy tym sprawę z istniejących zagrożeń. Przygotowali nawet plan ewentualnej ewakuacji, który był jednak uzależniony od zapewnienia przez Brytyjczyków ochrony. W przeciwnym razie, jedyną alternatywą pozostawało przyjęcie oferty Czerwonego Krzyża. Tymczasem brytyjskie władze mandatowe nie wywiązywały się z zobowiązań, i na przełomie marca i kwietnia doszło do licznych ataków na konwoje. Na początku kwietnia 1948 roku, brytyjscy żołnierze zajęli główną siedzibę arabskich milicji w dzielnicy Szajch Dżarrah, dzięki czemu sytuacja się uspokoiła i konwoje mogły bezpiecznie się poruszać. Ich liczba oraz wielkość były jednak nie wystarczające. Kiedy w szpitalu zaczęły kurczyć się zapasy żywności i medykamentów, Żydzi przygotowali nowy duży konwój. Miał on 13 kwietnia dostarczyć do szpitala personel medyczny (lekarzy, pielęgniarki, studentów i pracowników naukowych), lekarstwa i środki opatrunkowe, żywność, a także ludzi do wzmocnienia obrony enklawy Góry Skopus. Pojazdy zostały oznakowane znakami Czerwonej Gwiazdy Dawida, która była odpowiednikiem symbolu Czerwonego Krzyża. Oznaczenia te powinny zagwarantować bezpieczeństwo przejazdu konwoju. Brytyjskie dowództwo garnizonu Jerozolimy zapewniło Żydów, że droga jest sprawdzona i bezpieczna, podkreślono jednak przy tym, że po masakrze w Dajr Jasin napięcie jest bardzo wysokie. Z tego powodu żołnierze Hagany nalegali, aby odłożyć o kilka dni termin wyjazdu, potrzeby braków w zaopatrzeniu okazały się jednak pilniejsze. Według Henry Laurensa, jeden z oficerów ostrzegł stronę arabską o przygotowywanym żydowskim konwoju. Dodał przy tym, że Hagana planuje przerzucić na Górę Skopus dodatkowych ludzi z misją zaatakowania arabskich osiedli i przecięcia drogi do Ramallah. Działając na podstawie tej informacji, Arabowie przygotowali zasadzkę.

## Przebieg ataku
Konwój wyruszył o godz. 9:00 rankiem 13 kwietnia 1948 roku. Składał się on z dziesięciu pojazdów: dwa opancerzone samochody ciężarowe eskorty Hagany, dwie karetki pogotowia (12 osób), trzy autobusy z personelem medycznym (60 osób) i trzy ciężarówki z zaopatrzeniem medycznym i żywnością. Ogółem we wszystkich pojazdach jechało 105 osób. Kolumnę otwierał opancerzony samochód dowódcy konwoju, Aszera Rahava. Następnie jechały ambulanse medyczne, autobusy, ciężarówki z zaopatrzeniem i na końcu samochód opancerzony ochrony. Trasa przejazdu prowadziła przez środek arabskiej dzielnicy Szajch Dżarrah, w której centrum znajdował się posterunek brytyjskiej armii (12 żołnierzy lekkiej piechoty, uzbrojonych w ciężki karabin maszynowy i granatnik). Zazwyczaj w takich sytuacjach, brytyjski inspektor Robert J. Webb, przeprowadzał z dzielnicy Me’a Sze’arim patrol przez Szajch Dżarrah do Góry Skopus, jednak tym razem nie przejechał całej trasy. Pomimo to, Brytyjczycy potwierdzili przez telefon, że trasa przejazdu jest bezpieczna. Nie wiedzieli, że w odległości 600 metrów od ich posterunku przygotowane jest miejsce zasadzki. W zasadzce znajdowało się około 40 arabskich ochotników, którymi dowodził Abdel Najar. Później dołączył do nich oddział dowodzony przez Mohammeda Garbie oraz wielu okolicznych mieszkańców zaalarmowanych odgłosami walki.
Gdy konwój wjechał do dzielnicy Szajch Dżarrah, Aszer Rahaw zwrócił uwagę na kilka dziwnych rzeczy - na ulicy był bardzo mały ruch, sklepy były pozamykane, dostrzegł także kilku Arabów w irackich mundurach. Do ataku doszło o godz. 9:45. Przed pierwszym pojazdem zdetonowano podłożony na drodze ładunek wybuchowy. Uszkodzony samochód zjechał do rowu (jechało w nim 12 żołnierzy Hagany). Równocześnie pozostałe pojazdy konwoju znalazły się pod silnym ostrzałem arabskim. Pięć ostatnich pojazdów zdołało zawrócić i powrócić do Zachodniej Jerozolimy. Niewytłumaczalnym jest fakt, że końcowy pojazd ochrony również zawrócił, zmniejszając w ten sposób siły obrony konwoju. Na miejscu zasadzki pozostał pierwszy samochód Hagany, dwa ambulanse i dwa autobusy z personelem medycznym.
Brytyjczycy nie śpieszyli się z udzieleniem pomocy, gdyż uważali, że „Arabowie mogą zemścić się za Dajr Jasin, tak aby nieco uspokoić wściekłość arabskiego świata”. Natomiast dowództwo żydowskiej Hagany obawiało się wysłać z odsieczą siły Palmach, gdyż mogło to zaszkodzić prowadzonym negocjacjom o zawieszeniu broni. W rezultacie, dopiero o godz. 11:15 na miejsce zasadzki przyjechał jako pierwszy brytyjski transporter opancerzony majora Jacka Churchilla. Podjechał on do autobusu i złożył ofertę ewakuacji członków konwoju. Żydzi odmówili w przekonaniu, że Hagana przyjdzie im z pomocą. Major Churchill wynegocjował wówczas z Arabami krótkie zawieszenie broni, które obowiązywało od 11:30. Podczas negocjacji Arabowie zażądali, aby Żydzi złożyli broń i poddali się (uzbrojeni bojownicy mieli być wzięci do niewoli). Krótko po godz. 13:00 drogą od Ramallah nadjechały dwa brytyjskie samochody pancerne. W jednym z nich był dowódca brytyjskich sił zbrojnych w Mandacie Palestyny, generał Gordon Holmes MacMillan. Nie wjechał on między zabudowania Szajch Dżarrah, gdyż nie chciał narażać życia brytyjskich żołnierzy, i z bezpiecznej odległości obserwował strzelaninę. Około godz. 14:00 w pierwszym autobusie nastąpił wyciek benzyny. Arabowie wykorzystali to i rzucili koktajl Mołotowa, podpalając autobus z pasażerami w środku. Gdy pasażerowie próbowali uciec z autobusu, ginęli od kul. Ostrzału nie powstrzymywało nawet machanie białą flagą. Z obu autobusów ocalały tylko dwie osoby. O godz. 15:30 brytyjskie dowództwo wydało rozkaz, aby położyć kres tej rzezi. Na tej podstawie, o godz. 16:00 do Szajch Dżarrah wjechała kolumna trzech samochodów pancernych dowodzonych przez brygadiera Jonesa. Otworzyli oni ogień do Arabów, zmuszając ich do wycofania się. W tym czasie jeden z autobusów był już spalony, a drugi płonął. Brytyjczycy zabrali tych, którzy przeżyli i wycofali się.
W ataku zginęło 79 osób (zastrzelonych lub spalonych żywcem), w tym 20 kobiet. Wśród zabitych był dyrektor szpitala dr Chaim Jassky oraz dr Mosze Ben Dawid, który jechał do nowej szkoły medycznej otwieranej przy Uniwersytecie Hebrajskim. Większość ciał była tak mocno spalona, że nie możliwa była identyfikacja zwłok. Zidentyfikowano jedynie 31 ciał, które pochowano w indywidualnych grobach. Pozostałe złożono w masowym grobie. W walce zginął także 1 brytyjski żołnierz.

## Reakcje i następstwa

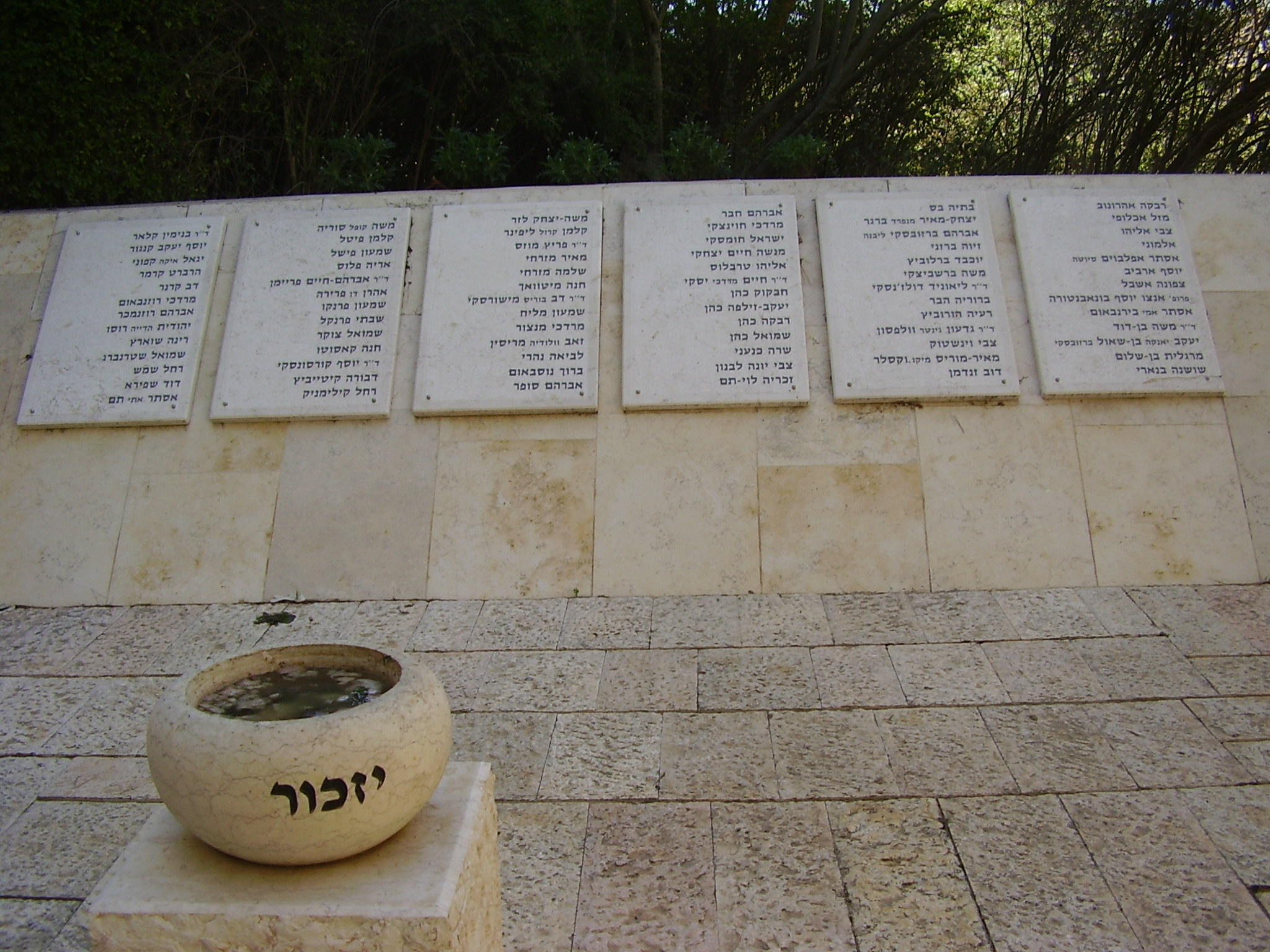
Pomnik ofiar masakry

Masakra wywołała dużo sporów i nieporozumień pomiędzy Żydami a Międzynarodowym Komitetem Czerwonego Krzyża. Agencja Żydowska protestowała, że Arabowie nie uznali symbolu Czerwonej Gwiazdy Dawida. Wyniki dochodzenia wskazały, że okoliczności zdarzenia były bardziej skomplikowane. Strzelanina trwała przez około siedem godzin, a to oznaczało, że konwój był uzbrojony i posiadał znaczne zapasy amunicji. Arabowie twierdzili, że zaatakowali uzbrojony konwój, ochraniany przez opancerzone samochody Hagany. Nie byli w stanie rozróżnić wojskowych od cywilów, gdyż wszyscy byli podobnie ubrani i brali udział w bitwie. W odpowiedzi Żydzi twierdzili, że mają prawo ochraniać swoje konwoje medyczne. W końcu przyznali się, że konwój przewoził uzbrojonych żołnierzy Hagany, którzy mieli wzmocnić obronę szpitala. Przedstawiciel Międzynarodowego Komitetu Czerwonego Krzyża, Jacques de Reynier oświadczył wówczas, że konwój medyczny powinien być nieuzbrojony i poruszać się oddzielnie od jednostek wojskowych. Podkreślił przy tym, że obecność uzbrojonych ludzi nie ma nic wspólnego z funkcjonowaniem szpitala. Reynier przeprowadził następnego dnia interesujący test. Bez uprzedzenia Arabów, poprowadził kolumnę nieuzbrojonych samochodów pod flagą Czerwonego Krzyża - kolejne samochody miały wymalowane symbole Czerwonej Gwiazdy Dawida. Ich przejazd odbył się bez oddania strzału, i Reynier argumentował, że jest to wystarczający dowód, że Arabowie przestrzegają symboli Czerwonego Krzyża i Czerwonej Gwiazdy Dawida. Ostatecznie przedstawiciele obu stron zgodzili się, że przyszłe operacje wojskowe będą prowadzone oddzielnie od pomocy medycznej i Czerwonego Krzyża.
Sytuacja w rejonie Góry Skopus była jednak bardzo napięta i na początku maja 1948 roku brytyjscy żołnierze przeprowadzili ewakuację 700 pacjentów i personelu medycznego. Na miejscu pozostawiono niewielki personel i około 50 miejsc szpitalnych. Gdy 14 maja 1948 roku wybuchła I wojna izraelsko-arabska, sytuacja się pogorszyła i pod koniec maja szpital zupełnie zawiesił działalność. Nie docierały do niego żadne dostawy, ale na miejscu wciąż pozostawała niewielka liczba lekarzy i studentów. W lipcu zawarto porozumienie, że Góra Skopus pozostanie obszarem ONZ, na którym 84 żydowskich policjantów będzie ochraniać szpital. Zawarty w kwietniu 1949 roku rozejm izraelsko-jordański określał, że teren szpitala i Uniwersytetu Hebrajskiego będzie stanowić zdemilitaryzowaną enklawę izraelską. Nadzór nad jej bezpieczeństwem sprawowały międzynarodowe siły UNTSO. Wschodnia Jerozolima stała się częścią Jordanii. Szpital Hadassa na Górze Skopus został ponownie uruchomiony po wojnie sześciodniowej w 1967 roku.